# (5254) Ulysses
(5254) Ulysses ist ein Asteroid aus der Gruppe der Jupiter-Trojaner. Damit werden Asteroiden bezeichnet, die auf den Lagrange-Punkten auf der Bahn des Jupiter um die Sonne laufen. (5254) Ulysses wurde am 7. November 1986 von dem belgischen Astronomen E. W. Elst am Observatoire de Haute-Provence entdeckt. Er ist dem Lagrangepunkt L4 zugeordnet.
Der Asteroid ist nach der mythologischen Figur des Odysseus benannt, einem der bekanntesten Helden der Griechen im Trojanischen Krieg.